# Dorobanți
Dorobanți (Hongaars: Kisiratos) is een Roemeense gemeente in het district Arad.
Dorobanți telt 1650 inwoners. In 2004 werd de vrijwel geheel etnisch Hongaarse gemeenschap een zelfstandige gemeente.
In 2021 had de gemeente 1509 inwoners, hiervan gaven 1266 aan het Hongaars als moedertaal te hebben, 1213 gaven een Hongaarse etniciteit aan in de volkstelling.
De gemeente was tot 1920 onderdeel van het Hongaarse comitaat Csanád en werd toen overgeheveld naar het Roemeense district Arad. Het dorp kwam als het ware net aan de verkeerde zijde van de grens te liggen in Roemenië met haar volledig Hongaarse bevolking.